# Фошня (Брасовський район)
Фошня (рос. Фошня) — присілок у Брасовському районі Брянської області Росії. Входить до складу муніципального утворення Столбовське сільське поселення. Населення — 10 осіб.

## Історія
Згадується з першої половини XVII століття в складі Глодневського стану Комарицької волості. До 1778 року в Севському повіті, в 1778—1782 рр. в Луганському повіті. З 1782 по 1928 рр. — в Дмитрівському повіті Орловської губернії (з 1861 — у складі Веребської волості, з 1923 в Глодневській волості).
У XIX столітті — володіння Кушелєва-Безбородька. Належав до парафії Глодневе. У 1897 році була відкрита церковно-парафіяльна школа.
З 1929 року — в складі Брасовського району. З 1930-х рр. до 2005 року входив до складу Городищенської (2-ї) сільради.

## Населення
За найновішими даними, населення — 10 осіб (2013).
У минулому чисельність мешканців була такою:
| Роки      | 1858 | 1866 | 1893 | 1920 | 1926 | 1979 | 1989 | 2002 | 2010 |
| --------- | ---- | ---- | ---- | ---- | ---- | ---- | ---- | ---- | ---- |
| Населення | 472  | 541  | 775  | 763  | 748  | 141  | 61   | 20   | 10   |